# Уэкслер, Таня
Таня Уэкслер (англ. Tanya Wexler; род. 6 августа 1970, Чикаго, Иллинойс, США) — американский кинорежиссёр. Наиболее известна благодаря фильму «Без истерики!».

## Семья и образование
Таня Уэкслер — дочь чикагского застройщика Джерролда Уэкслера и его второй жены Сьюзен Жанны (урожденной Мецгер). Она — племянница кинооператора Хаскелла Уэкслера. У её матери есть ещё две дочери, Дэрил Ханна и Пейдж Ханна, а также сын Дональд от предыдущего брака.
Таня училась в Йельском университете, где жила в одной комнате с актрисой Беллами Янг. Она окончила университет в 1992 году. Также у Уэкслер есть степень магистра искусств Колумбийского университета, который она окончила в 1995 году.

## Карьера
Режиссёрским дебютом Уэкслер стала мелодрама «В поисках севера» (1998). Тремя годами позже она сняла комедийную драму «В семье не без урода» с Джонатаном Такером в главной роли. Фильм был удостоен награды жюри на фестивале Washington DC Independent Film Festival.
Уэкслер прославилась благодаря комедии «Без истерики!», вышедшей на экраны в 2010 году. Главные роли в картине исполнили Хью Дэнси и Мэгги Джилленхол.
Она принимала участие в создании таких сериалов, как «Инструкция по разводу для женщин» и «По расчёту». В 2019 году вышел фильм «Коллекторша», снятый Таней Уэкслер, с Зои Дойч и Джаем Кортни. Джая режиссёр позовёт и в следующий свой проект — экшн-боевик «Красотка на взводе», вышедший в российский прокат 29 июля 2021 года. В фильме также снялись Кейт Бекинсейл, Бобби Каннавале, Стэнли Туччи и Лаверна Кокс.

## Фильмография
| Год  |   | Русское название                 | Оригинальное название         | Роль |
| ---- | - | -------------------------------- | ----------------------------- | ---- |
| 1998 | ф | В поисках севера                 | Finding North                 |      |
| 2001 | ф | В семье не без урода             | Ball in the House             |      |
| 2010 | ф | Без истерики!                    | Hysteria                      |      |
| 2017 | с | Инструкция по разводу для женщин | Girlfriends' Guide to Divorce |      |
| 2018 | с | По расчету                       | The Arrangement               |      |
| 2019 | ф | Коллекторша                      | Buffaloed                     |      |
| 2021 | ф | Красотка на взводе               | Jolt                          |      |